# Parti social-démocrate et travailliste
Ne doit pas être confondu avec Parti travailliste socialiste.
Pour les articles homonymes, voir Parti social-démocrate et Parti travailliste.
Le Parti social-démocrate et travailliste (SDLP, en anglais : Social Democratic and Labour Party et en irlandais : Páirtí Sóisialta Daonlathach an Lucht Oibre) est un parti politique d’Irlande du Nord qui représente en général les intérêts du nationalisme irlandais et donc des catholiques d'Irlande du Nord.
Il est membre du Parti socialiste européen (PSE) et de l'Internationale socialiste.
Son chef est Claire Hanna depuis le 5 octobre 2024.

## Historique

### Fondation
Le parti est fondé en août 1970 lors d'une conférence de presse par six députés et un sénateur au Parlement d'Irlande du Nord. Gerry Fitt est choisi comme chef du parti et John Hume (qui sera longtemps le député catholique de l'Irlande du Nord au Parlement européen) est son premier adjoint. Il a pour but de participer aux travaux du Stormont (Parlement) en refusant l'abstentionnisme pratiqué par les nationalistes irlandais et en redonnant confiance aux catholiques nord-irlandais. Il renoncera par la suite à participer au Stormont, le jugeant non réformable.

### Perte de sa position dominante
Le SDLP est le parti nationaliste dominant en Irlande du Nord depuis sa création jusqu'au début du XXIe siècle. Lors des élections législatives britanniques de 2001 et dans l'élection régionale de 2003, le Sinn Féin, le parti plus radical, dont la branche armée a longtemps été l'IRA provisoire, remporte pour la première fois plus de voix et de sièges que le SDLP. Aux élections européennes de 2004, il perd également l'unique siège détenu par John Hume depuis 1979 au profit du même Sinn Féin.
Aux élections britanniques de mai 2005, cette tendance est confirmée, il recule encore légèrement, en perdant un siège au profit du Sinn Féin et en gagnant un siège au détriment du Parti unioniste d'Ulster (parti en faveur du maintien de l'Irlande du Nord dans le Royaume-Uni), il conserve trois sièges à Westminster avec 125 626 voix, soit 17,5 % en Irlande du Nord.

## Dirigeants
| Période     | Nom                |
| ----------- | ------------------ |
| 1970-1979   | Gerry Fitt         |
| 1979-2001   | John Hume          |
| 2001-2010   | Mark Durkan        |
| 2010-2011   | Margaret Ritchie   |
| 2011-2015   | Alasdair McDonnell |
| 2015-2024   | Colum Eastwood     |
| Depuis 2024 | Claire Hanna       |

## Résultats électoraux

### Élections générales britanniques
| Année        | Vote    | %    | Mandats | Rang |
| ------------ | ------- | ---- | ------- | ---- |
| février 1974 | 160 137 |      | 1 / 12  |      |
| octobre 1974 | 154 193 |      | 1 / 12  |      |
| 1979         | 126 325 |      | 1 / 12  |      |
| 1983         | 137 012 |      | 1 / 17  |      |
| 1987         | 154 067 |      | 3 / 17  |      |
| 1992         | 184 445 |      | 4 / 17  |      |
| 1997         | 190 814 | 17,9 | 3 / 18  |      |
| 2001         | 169 865 | 21,0 | 3 / 18  | 4e   |
| 2005         | 125 626 | 17,5 | 3 / 18  | 4e   |
| 2010         | 110 970 | 16,5 | 3 / 18  | 3e   |
| 2015         | 99 809  | 13,9 | 3 / 18  | 4e   |
| 2017         | 95 419  | 11,7 | 0 / 18  | 3e   |
| 2019         | 118 737 | 14,9 | 2 / 18  | 4e   |
| 2024         | 86 861  | 11,1 | 2 / 18  | 5e   |

### Élections européennes
| Année | Voix    | %    | Sièges | Groupe |
| ----- | ------- | ---- | ------ | ------ |
| 1979  | 140 622 | 25,5 | 1 / 3  | SOC    |
| 1984  | 151 399 | 22,1 | 1 / 3  | SOC    |
| 1989  | 136 335 | 25,0 | 1 / 3  | SOC    |
| 1994  | 161 992 | 28,9 | 1 / 3  | PSE    |
| 1999  | 190 731 | 28,1 | 1 / 3  | PSE    |
| 2004  | 87 559  | 15,9 | 0 / 3  | Aucun  |
| 2009  | 78 489  | 16,1 | 0 / 3  | Aucun  |
| 2014  | 81 594  | 13,0 | 0 / 3  | Aucun  |
| 2019  | 78 589  | 13,7 | 0 / 3  | Aucun  |

### Élections législatives nord-irlandaises
| Élection | Voix    | %    | Mandats  | Gouvernement            |
| -------- | ------- | ---- | -------- | ----------------------- |
| 1972     | 159 773 | 22,1 | 19 / 78  | UUP–SDLP–Alliance       |
| 1975     | 156 049 | 23,7 | 17 / 78  |                         |
| 1982     | 118 891 | 18,8 | 14 / 78  |                         |
| 1996     | 160 786 | 21,4 | 21 / 110 |                         |
| 1998     | 177 963 | 22,0 | 24 / 108 | 1er Exécutif            |
| 2003     | 117 547 | 17,0 | 18 / 108 | Vacance de l'exécutif   |
| 2007     | 105 164 | 15,2 | 16 / 108 | 3e Exécutif             |
| 2011     | 94 286  | 14,2 | 14 / 108 | 4e Exécutif             |
| 2016     | 83 364  | 12,0 | 12 / 108 | Opposition              |
| 2017     | 95 958  | 11,9 | 12 / 90  | 6e Exécutif (2020-2022) |
| 2022     | 78 237  | 9,07 | 8 / 90   | Opposition              |

### Élections locales
| Élection | Voix    | %    | Sièges    |
| -------- | ------- | ---- | --------- |
| 1973     | 92 600  | 13,4 | 82 / 517  |
| 1977     | 114 775 | 20,6 | 113 / 526 |
| 1981     | 116 487 | 17,5 | 104 / 526 |
| 1985     | 113 967 | 17,8 | 102 / 565 |
| 1989     | 129 557 | 21,0 | 121 / 565 |
| 1993     | 136 760 | 22,0 | 127 / 582 |
| 1997     | 130 387 | 21,0 | 120 / 575 |
| 2001     | 153 424 | 19,0 | 117 / 582 |
| 2005     | 121 991 | 17,4 | 101 / 582 |
| 2011     | 99 325  | 15,0 | 87 / 583  |
| 2014     | 85 237  | 13,6 | 66 / 462  |
| 2019     | 81 419  | 12,0 | 59 / 462  |
| 2023     | 64 996  | 8,7  | 39 / 462  |